# Ryska ortodoxa armén
Ryska ortodoxa armén eller rysk-ortodoxa armén, förkortat ROA (ryska: Русская православная армия/Russkaja pravoslavnaja armija), var en av de stridande parterna i konflikten i östra Ukraina 2014–2015, under Pavel Guberev. Armén bildades under 2014 av det nynazistiska Rysk nationell enighet.
ROA hade cirka 4 000 medlemmar och var en av de bäst organiserade proryska separatistgrupperna som deltog i upproret mot regimen i Kiev. ROA sade sig lyda under rysk-ortodoxa kyrkans patriark Kirill av Moskva och hade svurit trohet till Igor Girkin, försvarsminister i Folkrepubliken Donetsk.